# Моя країна - красива та гостинна (проєкт)
Проєкт Моя країна — гарна і гостинна (словен. Moja dežela - lepa in gostoljubna) — словенський туристичний проєкт, що проходить в рамках Днів словенського туризму.
Основою проєкту є змагання словенських міст та селищ у сфері просторового планування, довкілля та гостинності. Проєкт переростає в загальнонаціональний рух за охайне середовище та гостинність.

## Мета проєкту
Мета проєкту полягає у заохоченні та підвищенні обізнаності людей щодо регулювання свого житлового, місцевого, корпоративного та соціального середовища, тобто середовища, де вони живуть, живуть, працюють, спілкуються та відпочивають. У той же час проєкт є стимулом для добре організованої регулярної діяльності комунальних підприємств, природоохоронних компаній та інших служб і все більше сприяє впорядкованості та приємному іміджу Словенії.
Також частиною проєкту є підпроєкти Весняне озеленення та очищення чистого довкілля, пов'язані з Днем води та Днем Землі та Біноклем Республіканського туризму.
Проєкт має велике значення для налагодження Словенії у міжнародному співробітництві та сприяє просуванню словенського туризму. Деякі міста з найкращим рейтингом успішно беруть участь у європейському конкурсі «Антанта Флорале» та дають завидні результати.

## Учасники
- більші міста, середні та малі міста
- туристичні курорти, здравниці та пікніки
- центри міст, селища та села

Окрім міст та містечок, є також:
- кемпінги та гламінг
- молодіжні гуртожитки
- тематичні стежки
- АЗС[1]

## Оцінювання
Головний промоутер проєкту — Туристична асоціація Словенії, яка готує рейтингові списки для окремих категорій. Конкурс розпочинається на місцевому рівні з оцінки найкраще доглянутих будинків, будівель, садів, балконів, продовжується на місцевому, міському, муніципальному, обласному рівні та завершується на загальнодержавному рівні, оголошуючи найбільш упорядковані та гостинні місця, місця … до його складу входять експерти з різних галузей (ландшафти, географи, туристичні працівники, соціологи, архітектори, етнологи та інші), за заздалегідь визначеним графіком, оцінюють окремих кандидатів у категоріях за допомогою таблиць оцінювання.
Зміст проєкту «Моя земля — красива та гостинна» поступово оновлюється. Особлива увага приділяється загальній екологічній впорядкованості курортів та якості туристичної пропозиції, яку комісія оцінює на основі ефективності маркетингу та просування туристичних продуктів. Чисте та охайне середовище, збережена природна та культурна спадщина, цікаві туристичні продукти, всі вони впливають на видимість місця, і перш за все на задоволення місцевих та закордонних гостей.